# Zamlača (żupania sisacko-moslawińska)
Zamlača – wieś w Chorwacji, w żupanii sisacko-moslawińskiej, w gminie Dvor. W 2011 roku liczyła 144 mieszkańców.